# Karel van Mander I
 Der er flere personer med dette navn, se Karel van Mander.
Karel van Mander (I) eller Carel van Mander I (alternative stavemåder: Carel van Mandere, Karel Van Mander og Carel Van Mander). (født 1548 i Meulebeke, død 1606 i Amsterdam) var en nederlandsk maler og forfatter af kunstnerbiografier. Hans mest kendte værk er Schilder-boeck som blev udgivet i 1604.
Han grundlagde i 1587 sammen med den hollandske maler Cornelis Cornelisz. van Haarlem et maleriakademi i Haarlem.
Han var fader til Karel van Mander II.